# Vaudreuil (circonscription fédérale)
Pour les articles homonymes, voir Vaudreuil-Soulanges.
Circonscription électorale fédérale du Canada
Vaudreuil (auparavant Vaudreuil—Soulanges) est une circonscription électorale fédérale au Québec (Canada) située dans la région de la Montérégie. Son député actuel est Peter Schiefke du Parti libéral du Canada.

## Territoire
Le territoire de la circonscription comprend la partie de la municipalité régionale de comté (MRC) de Vaudreuil-Soulanges constituée : 
- des villes de Hudson, L'Île-Cadieux, L'Île-Perrot, Notre-Dame-de-l'Île-Perrot, Pincourt, Rigaud, Saint-Lazare et de Vaudreuil-Dorion ;
- de la municipalité de Terrasse-Vaudreuil ;
- des municipalités de village de Vaudreuil-sur-le-Lac et de Pointe-Fortune.

Les circonscriptions limitrophes sont Beauharnois—Salaberry—Soulanges—Huntingdon, Châteauguay—Les Jardins-de-Napierville, Lac-Saint-Louis, Mirabel et Argenteuil—La Petite-Nation au Québec, et Prescott—Russell—Cumberland en Ontario.

## Histoire
La circonscription est nommée en l'honneur de Philippe de Rigaud de Vaudreuil, dernier gouverneur de Nouvelle-France et seigneur de Vaudreuil et de Rigaud, et de Pierre-Jacques Joybert de Soulanges, seigneur de Soulanges. La circonscription apparut initialement en 1914 lorsque les comtés de Vaudreuil et de Soulanges ont été fusionnés pour ne former qu'une seule circonscription. La circonscription fut abolie en 1966. En 1997, le nom de la circonscription de Vaudreuil est modifié pour adopter celui de la municipalité régionale de comté, soit Vaudreuil-Soulanges.
Comme la population est nettement supérieure au maximum visé de 115 000 citoyens, lors du redécoupage de la carte électorale du Canada de 2012, à la suite de la proposition de la Commission électorale, la circonscription est scindée en deux parties, soit la circonscription de Vaudreuil-Soulanges (initialement désignée comme Soulanges—Vaudreuil) au nord et celle de Salaberry—Suroît au sud. Cette dernière circonscription comprend également du territoire de la circonscription de Beauharnois-Salaberry. La séparation des communautés de Vaudreuil et de Soulanges qui sont historiquement liées et qui forment une même communauté économique, culturelle et sociale, suscite des oppositions, notamment celle du député Jamie Nicholls de Vaudreuil-Soulanges. Des intervenants questionnent que la Commission puisse conclure que la réalité soulangeoise se rapproche plus de celle de Hemmingford, dans Les Jardins-de-Napierville que de celle des Cèdres, chef-lieu de la seigneurie de Soulanges. Par ailleurs, la requête des municipalités de Très-Saint-Rédempteur, Sainte-Marthe et Sainte-Justine-de-Newton, qui demandent à être rattachés à la nouvelle circonscription de Soulanges-Vaudreuil plutôt que Salaberry-Suroît puisqu'elles se trouvaient auparavant dans le comté de Vaudreuil et qu'elles sont historiquement, culturellement et économiquement liés à Rigaud, municipalité qui se retrouve dans la nouvelle circonscription de Soulanges-Vaudreuil.
Lors du redécoupage électoral de 2022-2023, la circonscription est renommée Vaudreuil. Elle perd au sud la municipalité de Les Cèdres et le village de Pointe-des-Cascades au profit de la circonscription de Beauharnois—Salaberry—Soulanges—Huntingdon. La population estimée de la nouvelle circonscription est de 120 653 habitants.

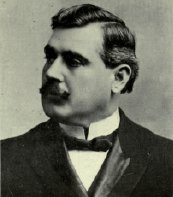
Gustave Benjamin Boyer est le député de Vaudreuil—Soulanges de 1917 à 1922.

## Liste des députés
| Législature                                                  | Années        | Député                    | Parti | Parti                     |
| ------------------------------------------------------------ | ------------- | ------------------------- | ----- | ------------------------- |
| Vaudreuil—Soulanges issue de Vaudreuil et de Soulanges       |               |                           |       |                           |
| 13e                                                          | 1917–1921     | Gustave Benjamin Boyer    |       | Libéral                   |
| 14e                                                          | 1921–1922     | Gustave Benjamin Boyer    |       | Libéral                   |
| 14e                                                          | 1922–1925     | Joseph-Rodolphe Ouimet    |       | Libéral                   |
| 15e                                                          | 1925–1926     | Lawrence Alexander Wilson |       | Libéral                   |
| 16e                                                          | 1926–1930     | Lawrence Alexander Wilson |       | Libéral                   |
| 17e                                                          | 1930–1935     | Joseph Thauvette          |       | Libéral                   |
| 18e                                                          | 1935–1940     | Joseph Thauvette          |       | Libéral                   |
| 19e                                                          | 1940–1945     | Joseph Thauvette          |       | Libéral                   |
| 20e                                                          | 1945–1949     | Louis-René Beaudoin       |       | Libéral                   |
| 21e                                                          | 1949–1953     | Louis-René Beaudoin       |       | Libéral                   |
| 22e                                                          | 1953–1957     | Louis-René Beaudoin       |       | Libéral                   |
| 23e                                                          | 1957–1958     | Louis-René Beaudoin       |       | Libéral                   |
| 24e                                                          | 1958–1962     | Marcel Bourbonnais        |       | Progressiste-conservateur |
| 25e                                                          | 1962–1963     | Marcel Bourbonnais        |       | Progressiste-conservateur |
| 26e                                                          | 1963–1965     | René Émard                |       | Libéral                   |
| 27e                                                          | 1965–1968     | René Émard                |       | Libéral                   |
| Dissoute parmi Vaudreuil                                     |               |                           |       |                           |
| Vaudreuil-Soulanges recréée de Vaudreuil                     |               |                           |       |                           |
| 36e                                                          | 1997–2000     | Nick Discepola            |       | Libéral                   |
| 37e                                                          | 2000–2004     | Nick Discepola            |       | Libéral                   |
| 38e                                                          | 2004–2006     | Meili Faille              |       | Bloc québécois            |
| 39e                                                          | 2006–2006     | Meili Faille              |       | Bloc québécois            |
| 40e                                                          | 2008–2011     | Meili Faille              |       | Bloc québécois            |
| 41e                                                          | 2011–2015     | Jamie Nicholls            |       | Néo-démocrate             |
| Vaudreuil—Soulanges tronquée à l'ouest vers Salaberry—Suroît |               |                           |       |                           |
| 42e                                                          | 2015–2019     | Peter Schiefke            |       | Libéral                   |
| 43e                                                          | 2019–2021     | Peter Schiefke            |       | Libéral                   |
| 44e                                                          | 2021–2025     | Peter Schiefke            |       | Libéral                   |
| Vaudreuil                                                    |               |                           |       |                           |
| 45e                                                          | 2025–en cours | Peter Schiefke            |       | Libéral                   |

## Résultats électoraux
|       | Candidat                 | Parti          | # de voix | % des voix |
|       | Marc Boudreau            | Conservateur   | +09 048,  | 13,81 %    |
|       | Vincent François         | Bloc québécois | +09 858,  | 15,04 %    |
|       | Peter Schiefke           | Libéral        | +30 550,  | 46,62 %    |
|       | (sortant) Jamie Nicholls | NPD            | +14 627,  | 22,32 %    |
|       | Jennifer Kaszel          | Vert           | +01 445,  | 2,21 %     |
| Total | Total                    | Total          | 65 528    | 100 %      |

|       | Candidat                | Parti          | # de voix | % des voix |
|       | Marc Boudreau           | Conservateur   | +11 360,  | 16,41 %    |
|       | (sortante) Meili Faille | Bloc québécois | +17 781,  | 25,69 %    |
|       | Lyne Pelchat            | Libéral        | +08 023,  | 11,59 %    |
|       | Jamie Nicholls          | NPD            | +30 177,  | 43,61 %    |
|       | Jean-Yves Massenet      | Vert           | +01 864,  | 2,69 %     |
| Total | Total                   | Total          | 69 205    | 100 %      |

|       | Candidat                | Parti          | # de voix | % des voix |
|       | Michael Fortier         | Conservateur   | +15 496,  | 23,69 %    |
|       | (sortante) Meili Faille | Bloc québécois | +27 044,  | 41,34 %    |
|       | Brigitte Legault        | Libéral        | +13 954,  | 21,33 %    |
|       | Maxime Héroux-Legault   | NPD            | +06 298,  | 9,63 %     |
|       | Jean-Yves Massenet      | Vert           | +02 625,  | 4,01 %     |
| Total | Total                   | Total          | 65 417    | 100 %      |

| Élection fédérale canadienne de 2006 | Élection fédérale canadienne de 2006 | Élection fédérale canadienne de 2006 | Élection fédérale canadienne de 2006 | Élection fédérale canadienne de 2004 | Élection fédérale canadienne de 2004 | Élection fédérale canadienne de 2004 | Élection fédérale canadienne de 2004 |
| Candidat                             | Candidat                             | Parti                                | # de voix                            | Candidat                             | Candidat                             | Parti                                | # de voix                            |
| ------------------------------------ | ------------------------------------ | ------------------------------------ | ------------------------------------ | ------------------------------------ | ------------------------------------ | ------------------------------------ | ------------------------------------ |
|                                      | (sortante) Meili Faille              | BQ                                   | 27 012                               |                                      | Meili Faille                         | BQ                                   | 24 675                               |
|                                      | Marc Garneau                         | PLC                                  | 17 768                               |                                      | (sortant) Nick Discepola             | PLC                                  | 21 613                               |
|                                      | Stéphane Bourgon                     | PCC                                  | 10 295                               |                                      | Robert Ramage                        | PCC                                  | 4 558                                |
|                                      | Bert Markgraf                        | NPD                                  | 3 468                                |                                      | Bert Markgraf                        | NPD                                  | 2 175                                |
|                                      | Pierre Pariseau-Legault              | Vert                                 | 2 450                                |                                      | Julie C. Baribeau                    | Vert                                 | 2 103                                |
|                                      |                                      |                                      |                                      |                                      | Charles Soucy                        | Marijuana                            | 585                                  |
| Total                                | Total                                | Total                                | 62 587                               | Total                                | Total                                | Total                                | 55 709                               |